# Niligiri

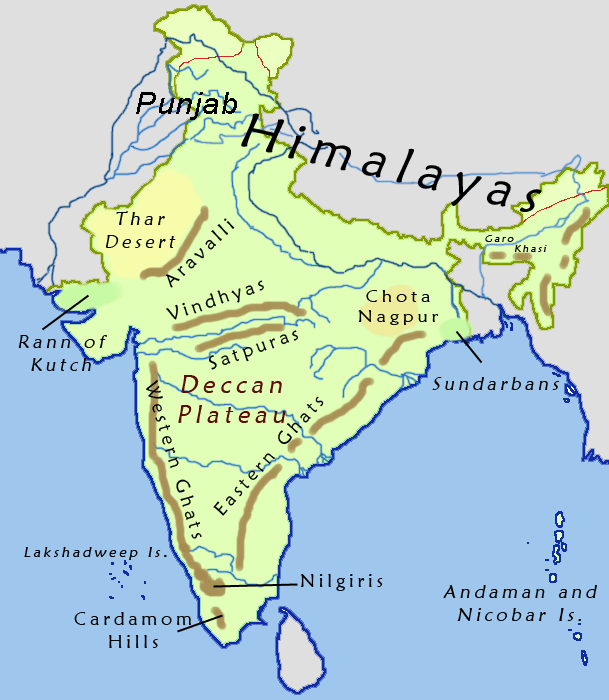
Carta dell'India con le principali catene montuose del sub-continente. I Nilgiri sono a sud

I monti Niligiri o Nilgiri (Montagne blu) sono una Catena montuosa della regione del Ghati occidentali, situata nell'ovest del Tamil Nadu, alla frontiera col Kerala, nell'India del Sud. I Nilgiri contano 24 cime al di sopra dei 2.000 metri, la più alta delle quali è la Doddabetta (2.634 metri).

## Geografia

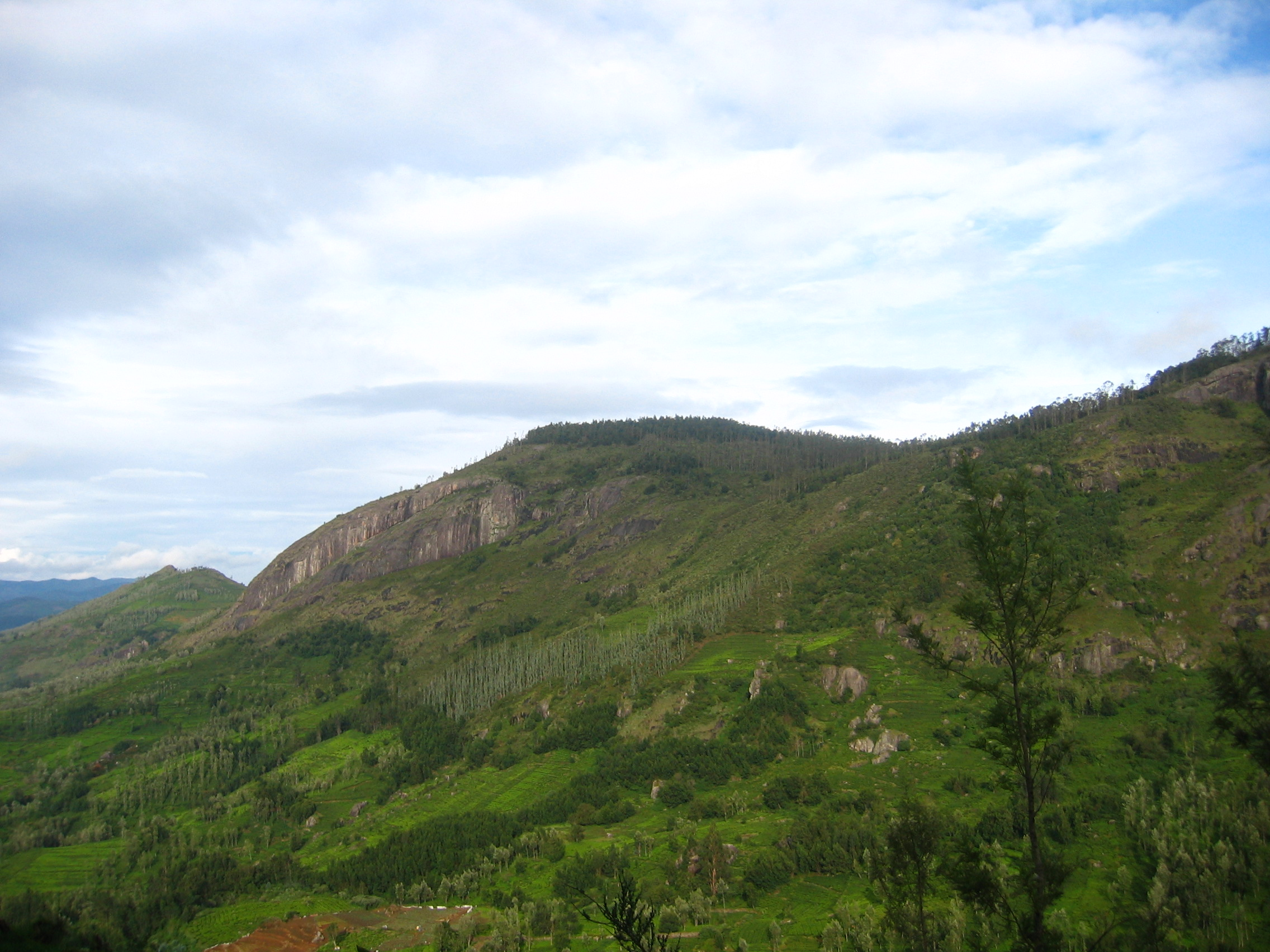
Una valle dei Nilgiri (Ooty, Tamil Nadu).

La città principale dei Nilgiri è Udhagamandalam, generalmente chiamata Ooty. I Nilgiri sono abitati da numerose tribù Adivasi, la più nota è quella dei Toda.

## Clima
Nei Nilgiri possono essere individuati due ecosistemi diversi:
- Il sud-ovest dei Ghati occidentali è ricoperto da boschi di latifoglie, tra i 250 e i 1.000 metri. Queste regioni sono le più densamente popolate dagli elefanti asiatici. I Ghats Nilgiri a sud-ovest, invece, sono uno degli ultimi habitat delle tigri;
- Un'area simile, ad est, è coperta di foreste tropicali, a partire da 1.000 metri di quota.

La diversità della flora di questa regione è una delle più grandi al mondo. A quasi 1.500 metri di altitudine, la foresta è meno densa e si apre su grandi distese d'erba.
A causa della loro altezza, i Nilgiri godono di un clima più fresco rispetto alle pianure circostanti, e sono sempre stati utilizzati come una località di villeggiatura (hill station), per sfuggire al caldo dell'estate, specialmente durante il periodo dell'Impero anglo-indiano. Il paesaggio di colline basse è molto simile a quello dell'Inghilterra meridionale, e la zona è stata spesso utilizzata come riserva di caccia.

### Attività
Il tè è una delle culture più importanti sui Nilgiri, dove è coltivato tra i 1.000 e i 2.500 metri. Altre importanti produzioni sono: l'essenza d'eucalyptus, il caffè, la quinquina, l'essenza di sandalo e diversi tipi d'ortaggi.
Tra Mettupalayam e Udhagamandalam via Coonoor, esiste una linea di ferrovia a cremagliera, il Nilgiri Mountain Railway, che è una celebre attrazione turistica. La linea è servita da sfondo ad alcune scene del film Passaggio in India di David Lean. Moltifilm indiani utilizzano i Nilgiri come ambientazione.

### Protezione dell'ambiente

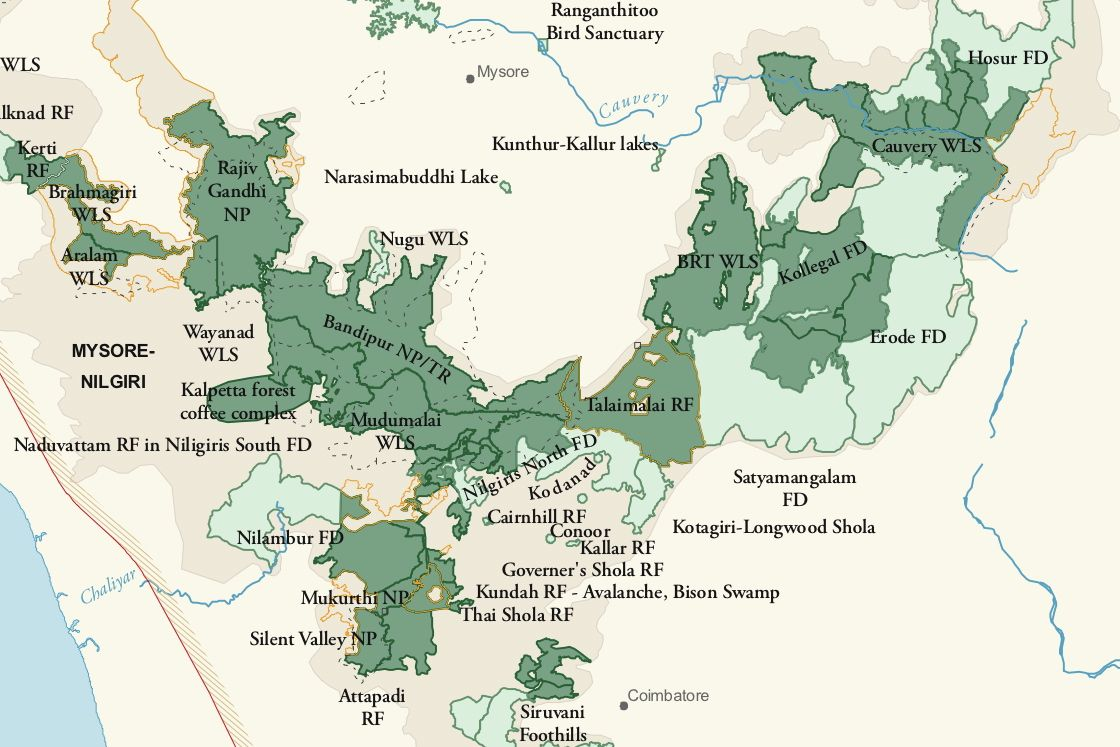
Mappa della Riserva della Biosfera dei Nilgiri

La maggior parte delle foreste originarie nella regione sono state distrutte per creare piantagioni, soprattutto di tè. Due parchi nazionali sono stati creati per proteggere una parte del Nilgiri: Il Parco Nazionale Mudumalai si trova nella parte settentrionale della catena e si estende su una superficie di 321 km2 e il Parco Nazionale Mukurthi, che si trova nel sud-ovest e copre 78,5 Km2. Il Nilgiri ed il Ghats sono anche stati inclusi nella Riserva della Biosfera dei Nilgiri, creata dall'UNESCO (World Network of Biosphere Reserves), nel 1986: si tratta del primo caso di biosfera indiana protetta.

## Galleria d'immagini

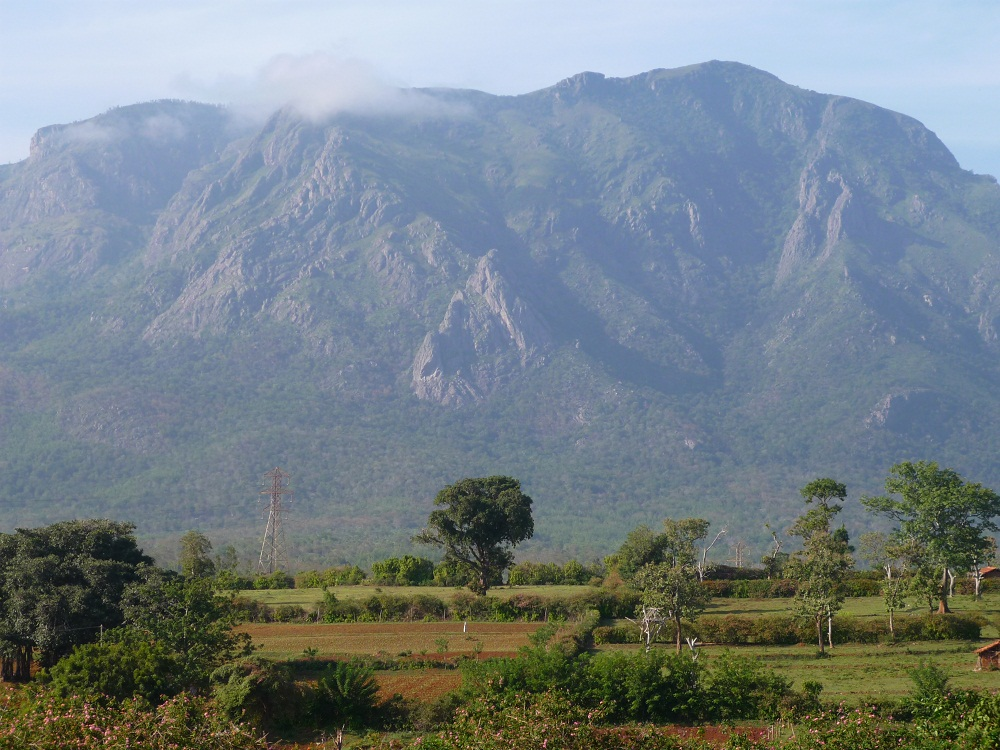
I Nilgiri presso Masinangudi
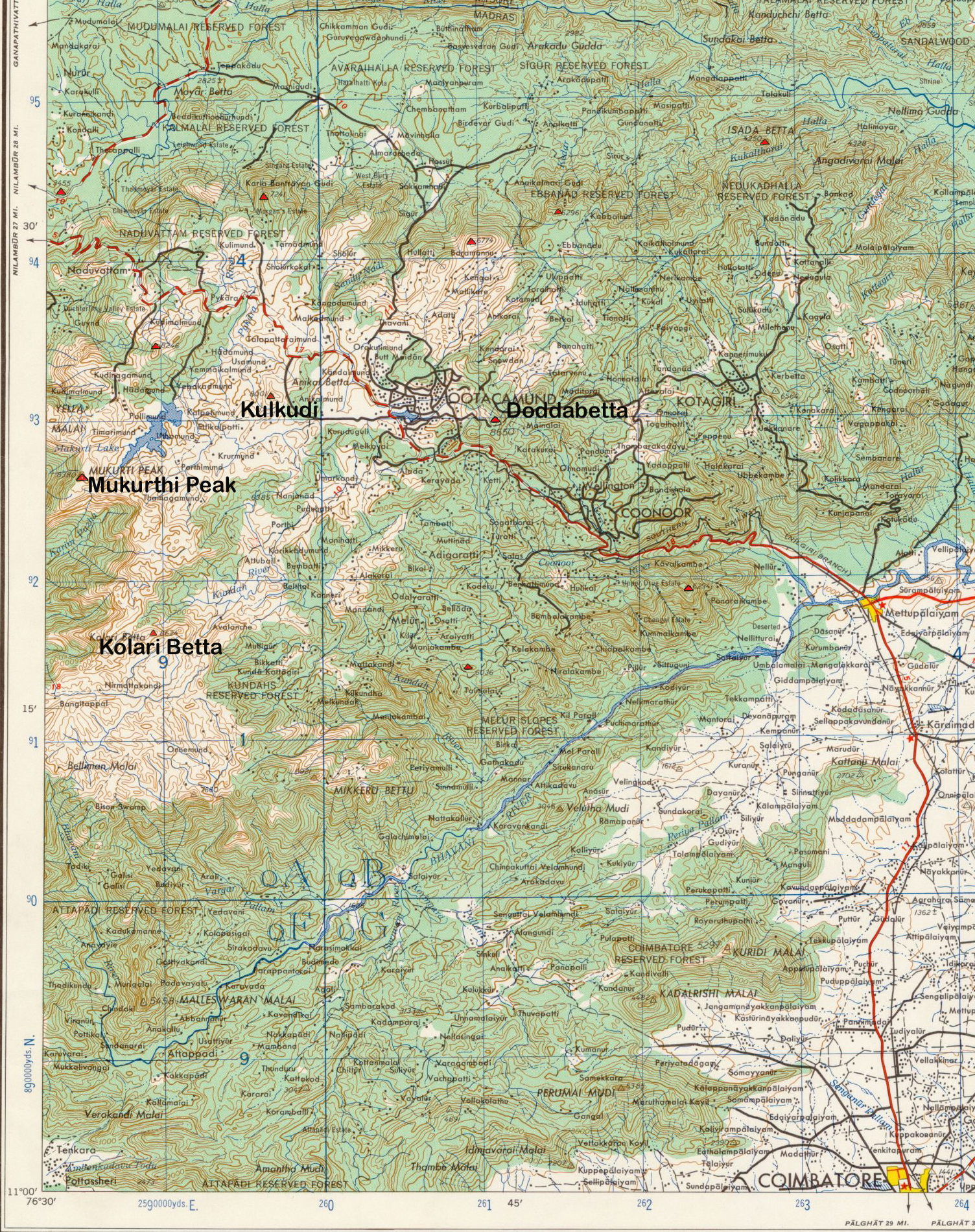
Mappa topografica dei Nilgiri con evidenziate alcune delle cime più importanti
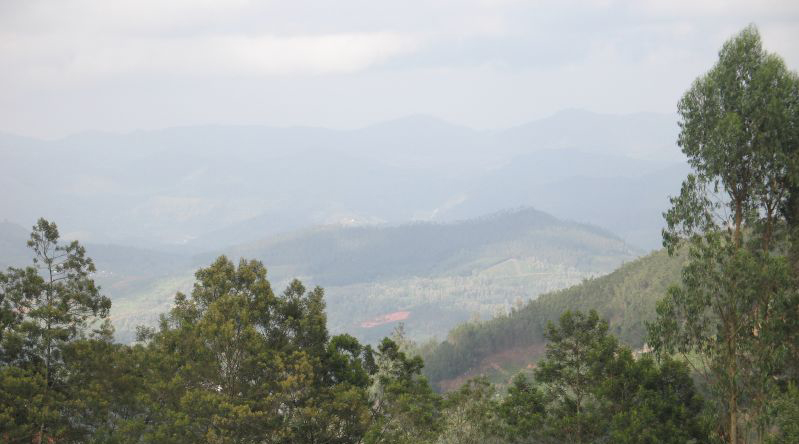
Vista dei Nilgiri dal monte Doddabetta